# مرو ديزج
مرو ديزج هي قرية في مقاطعة شبستر، إيران. عدد سكان هذه القرية هو 188 في سنة 2006.